# Antonio Sacedo
Antonio Sacedo González, (nacido el 14 de enero de 1963 en Madrid, Comunidad de Madrid) es un exjugador de baloncesto español. Con 1.99 de estatura, su puesto natural en la cancha era el de alero. 

## Trayectoria
- Club Baloncesto Estudiantes (1982-1983)
- Cafisa Canarias (1983-1984)
- Logos Madrid (1984-1985)
- Club Baloncesto Breogán (1985-1990)
- Club Baloncesto Gran Canaria (1990-1992)